# Opisthoncus serratofasciatus
Opisthoncus serratofasciatus är en spindelart som beskrevs av Koch L. 1881. Opisthoncus serratofasciatus ingår i släktet Opisthoncus och familjen hoppspindlar. Inga underarter finns listade i Catalogue of Life.